# أحمد مصطفى (فنان)
أحمد مصطفى (3 يوليو 1943 -) هو فنان تشكيلي مصري.

## حياته ونشأته
دكتور أحمد مصطفى (مواليد 1943م) من الإسكندرية، وخطاط، وباحث ذو شهرة عالمية في مجال الفن والتصميم الإسلامي، يعيش في لندن منذ عام 1974م.
نشأة أحمد مصطفى في مدينة الإسكندرية، ودرس الفن التشكيلي والخط العربي، وحصل على بكالوريوس فنون جميلة جامعة الإسكندرية قسم ( تصوير) 1967م، والدبلومة العليا في الدراسات الطباعية المتطورة 1975م، وماجستير من الكلية المركزية للفن والتصميم بلندن 1978م، ثم حصل على منحة لمواصلة الدراسات العليا في التصميمات المطبوعة بالكلية المركزية للفن والتصميم في لندن، لينال في النهاية دكتوراه من المجلس القومى البريطانى لمنح الدرجات الأكاديمية عن دراسة بعنوان "الأساس العلمى لأشكال الحروف العربية"، وهى الدراسة التي أعدها في الكلية المركزية للفن والتصميم بالتعاون مع المتحف البريطانى 198م، وقدج حصل على درجة الزمالة في (الفن الإسلامى والتصميم) بمركز الدراسات الإسلامية بأكسفورد - إنجلترا 1998م.

## مسيرته المهنية
اشتغل بالتدريس والمحاضرة في كثير من أنحاء العالم، فعمل كمحاضر بكلية الفنون الجميلة بالإسكندرية (مصر) حتى عام 1974م، وكأستاذ زائر في معهد أمير ويلز للعمارة بلندن (يسمى الآن مؤسسة الأمير The Prince's Foundation)، وفي جامعة وستمنستر بلندن. أبدع لوحة (حيث يلتقى البحران) بتكليف من صاحبة الجلالة الملكة اليزابيث الثانية ملكة إنجلترا والتي قررت إهداءها إلى شعب دولة باكستان بمناسبة العيد القومى الخمسين للدولة. وقد عمل دكتور أحمد مصطفى خبيرا استشاريا لكثير من المشروعات الخاصة في معظم أنحاء الشرق الأوسط. فقد صمم عدة أنماط خطية عربية وبرامج تعريفية وعلامات مميزة لعدد كبير من المنظمات. ومن الممكن أن يستدل على تعدد إنتاجه الضخم من تنوع مشروعاته. ومن بين هذه المشروعات منسوجات جدارية للجناح الملكي في مطار الملك عبد العزيز في جدة، وصالة الاستقبال الملكية في مطار الملك خالد بالرياض، وبهو العرض في مركز المؤتمرات في فندق الشيراتون بالدوحة في قطر. وقد نفذ هذا العمل الأخير بتكليف خاص من الحكومة القطرية وتبلغ مساحته الضخمة 10 م في 5.2 م. كما يرى عدد كبير من أعماله الفنية في المجموعات الخاصة بـ شركة زينل للصناعات، ومدارس دار الفكر، وزهيرفايز ومشاركوه التي توجد جميعها بجدة، وفي الشركة العربية للاستثمارات البترولية في الظهران، والبنك الوطني بلكسمبورج. تُعرض أعمال لأحمد مصطفى في متحف القديس مونغو للحياة والفنون الدينية بغلاسكو (اسكتلندا) وفي مجموعة الفن الإسلامي المعاصر بالمتحف البريطاني(لندن) والقسم الشرقي في المتحف الأشمولي (أكسفورد)، ومتحف الفنون الحديثة بالإسكندرية (مصر)، ومتحف كلية الفنون الجميلة بجامعة الإسكندرية.
وقد أقيمت لأعمال أحمد مصطفى معارض مخصصة له (في معظم الأحيان) في الأكاديمية الملكية بلندن - معرض الصيف (1974) وكلية كنجز بكيمبردج (1975) والكلية المركزية للفن والتصميم بلندن (1976) والمتحف الأشمولي بأكسفورد (1976، 1983) ومتحف وايتشابل للفن بلندن (1978) ومتحف امبانكمنت بلندن (1978) والمركز الثقافي الإسلامي بلندن/افتتاح قاعة العرض (1980) وبينالي الجراند باليه في باريس/معرض المنسوجات الجدارية (1983) وجامعة العين بالإمارات العربية المتحدة/معرض استرجاعي (1984) وقصر المؤتمرات في مونترو بسويسرا/المنسوجات الجدارية المعاصرة في 50 سنة (1985) ومتحف راث في جنيف/كنوز الإسلام (1985) ومعرضه الشامل بالكلية الملكية للفنون/قاعة هنري مور- لندن (1990) وقاعة المعارض للفنون في مانشستر (1993) ومعرض أرتيزانا في برستبري بمقاطعة تشيشير (1993) ومعرض بقاعة كونكورس في مركز باربيكان/ بلندن"العلامات والآثار وفن الخط"، لتمثيل مصر في معرض جماعي في إطار برنامج الفنون/أفريقيا (1995) والمتحف الاستوائي الملكي بأمستردام (1995)، وفي الأكاديمية المصرية للفنون بروما" الخط العربى: الهندسة المقدسة في الفن الإسلامي "مارس/ إبريل (1997) والجامعة الجريجورية البابوية بالفاتيكان مارس/ إبريل (1998) روما، ومعرضه في قاعة الفنون في سرايفو أغسطس/سبتمبر(1998) ومعرضه في متحف ديوسيزا - بارشلونا مايو (1999) - معرض شخصي ضمن احتفالية منطقة ديتفرد/جرينتش في قاعة العرض الملحقة بالمرسم الشخصي لفنون أحمد مصطفى - سبتمبر (2001).

## جوائز
- جائزة في الاحتفال بعيد العلم من جمهورية مصر العربية ( أوائل الخريجين في التعليم العالى ) 1966 .
- الجائزة الثانية في مجال التصوير من بينالى الإسكندرية 1968 .
- الجائزة الأولى في مجال النحت من بينالى الإسكندرية 1973 .